# Scolopsis ghanam
Scolopsis ghanam là một loài cá biển thuộc chi Scolopsis trong họ Cá lượng. Loài cá này được mô tả lần đầu tiên vào năm 1775.

## Từ nguyên
Từ định danh ghanam bắt nguồn từ tên tiếng Ả Rập của loài này dọc theo bờ Biển Đỏ thuộc Ả Rập Xê Út, cũng là nơi thu thập mẫu định danh.

## Phân bố và môi trường sống
Từ Biển Đỏ, S. ghanam có phân bố vòng qua vịnh Ba Tư đến Pakistan, dọc theo bờ biển Đông Phi đến Mozambique, rồi từ Madagascar về phía đông đến quần đảo Andaman.
S. ghanam sống trên nền đáy cát gần rạn san hô, vũng thủy triều và thảm cỏ biển, độ sâu đến 20 m.

## Mô tả
Chiều dài cơ thể lớn nhất được ghi nhận ở S. ghanam là 30 cm. Thân màu xám bạc với nhiều đốm đen và nâu sẫm ở hai bên lườn. Các đốm trên đường bên hợp thành 2 hoặc 3 dải sọc. Có một sọc trắng từ dưới mắt kéo dài đến rìa trên của gốc vây ngực.
Số gai vây lưng: 10; Số tia vây lưng: 9; Số gai vây hậu môn: 3; Số tia vây hậu môn: 7; Số tia vây ngực: 13–16; Số gai vây bụng: 1; Số tia vây bụng: 5.

## Sinh thái
S. ghanam ăn các loài giáp xác, nhuyễn thể, da gai và cá nhỏ hơn.

## Sử dụng
S. ghanam thường được đánh bắt thủ công ở Đông Phi, đôi khi được xem là loài đánh bắt không mong muốn.